# Nextbike
Nextbike – niemiecka sieć bezobsługowych wypożyczalni rowerów, działająca w 14 krajach (2015), dysponująca 17 tysiącami rowerów. Najwięcej punktów sieci w Niemczech znajduje się w Zagłębiu Ruhry (ok. 3000 rowerów w 300 punktach jako Metropolradruhr). Projekt ten, wraz z NorisBike (punkty w Norymberdze), był dofinansowany kwotą dziesięciu milionów euro z niemieckiego ministerstwa transportu za innowacyjny system wypożyczania rowerów.

## Nextbike Polska

Stacja Nextbike w Niemczech

Nextbike Polska jest operatorem systemów bezobsługowych wypożyczalni rowerów publicznych, działających w Polsce. Przedsiębiorstwo tworzy konsorcjum wraz z Nextbike GmbH z siedzibą w Lipsku i MIFA Mitteldeutsche Fahrradwerke AG. 
W 2019 roku największym systemem rowerów miejskich w Polsce miał być Mevo (1.0), znajdujący się w Trójmieście i okolicach. Umowa z Nextbike, a właściwie ze spółką córką, NB Tricity, została jednak rozwiązana 29 października 2019 roku. Powodem było niewywiązanie się spółki z umowy, ponieważ z zakontraktowanych 4080 rowerów elektrycznych dostarczono tylko około 1100. W związku z nierzetelnością operatora Mevo, gminy złożyły pozew przeciwko firmie, a sąd uznał, że zarówno Nextbike Polska, jak i NB Tricity muszą zapłacić karę w łącznej wysokości 4 milionów złotych. Mimo zapewnień, spółka Nextbike nie zwróciła wszystkim mieszkańcom niewykorzystanych środków z kont Mevo.
W połowie maja 2020 zarząd Nextbike Polska kierując się fatalną sytuacją finansową spółki i groźbą jej niewypłacalności, wynikającą m.in. z epidemii COVID-19, złożył  w Sądzie Rejonowym w Warszawie wnioski o otwarcie przyspieszonego postępowania układowego oraz o ogłoszenie upadłości. Kilka dni później Alior Bank wypowiedział spółce wszystkie umowy kredytowe.
W lutym 2024 roku prezes UOKiK nałożył na firmę karę ponad 791 tys. zł. za nieuczciwe klauzule w umowach z klientami, co pozwoliło na jednostronne zmiany regulaminów i wprowadzenie dodatkowych opłat. Latem 2024 r. notowany na warszawskiej giełdzie Nextbike, zawarł porozumienie z Tier Mobility, Larq oraz Larq Growth Fund I FIZ, otwierając sobie drogę do pomyślnego zakończenia restrukturyzacji.
| Miasto               | Nazwa systemu                                 | Lata istnienia                                 |
| -------------------- | --------------------------------------------- | ---------------------------------------------- |
| Kraków               | KMK Bike                                      | 2014-2015 (oprogramowanie i częściowa obsługa) |
| Wrocław              | Wrocławski Rower Miejski                      | od 2011                                        |
| Radom                | Radomski Rower Miejski                        | od 2017                                        |
| Poznań               | Poznański Rower Miejski                       | 2012-2022                                      |
| Warszawa             | Veturilo                                      | od 2012                                        |
| Lublin               | Lubelski Rower Miejski                        | od 2014                                        |
| Świdnik              | Lubelski Rower Miejski                        | od 2014                                        |
| Białystok            | BiKeR                                         | od 2014                                        |
| Choroszcz            | BiKeR                                         | od 2014                                        |
| Ignatki-Osiedle      | BiKeR                                         | od 2014                                        |
| Kleosin              | BiKeR                                         | od 2014                                        |
| Gliwice              | Gliwicki Rower Miejski                        | od 2017                                        |
| Opole                | Opole Bike                                    | od 2012                                        |
| Katowice             | City by bike                                  | od 2010                                        |
| Łódź                 | Łódzki Rower Publiczny                        | 2016-2019, 2024                                |
| Koluszki             | Rowerowe Łódzkie - Wojewódzki Rower Publiczny | od 2018                                        |
| Kutno                | Rowerowe Łódzkie - Wojewódzki Rower Publiczny | od 2018                                        |
| Łask                 | Rowerowe Łódzkie - Wojewódzki Rower Publiczny | od 2018                                        |
| Łowicz               | Rowerowe Łódzkie - Wojewódzki Rower Publiczny | od 2018                                        |
| Pabianice            | Rowerowe Łódzkie - Wojewódzki Rower Publiczny | od 2018                                        |
| Sieradz              | Rowerowe Łódzkie - Wojewódzki Rower Publiczny | od 2018                                        |
| Skierniewice         | Rowerowe Łódzkie - Wojewódzki Rower Publiczny | od 2018                                        |
| Zduńska Wola         | Rowerowe Łódzkie - Wojewódzki Rower Publiczny | od 2018                                        |
| Zgierz               | Rowerowe Łódzkie - Wojewódzki Rower Publiczny | od 2018                                        |
| Konstancin-Jeziorna  | Konstanciński Rower Miejski                   | od 2015                                        |
| Grodzisk Mazowiecki  | Grodziski Rower Miejski                       | od 2014                                        |
| Pszczyna             | Pszczyński Rower Miejski                      | od 2017                                        |
| Zgierz               | Zgierski Rower Miejski                        | od 2017                                        |
| Tychy                | Tyski rower                                   | od 2017                                        |
| Szczecin             | Bike S                                        | od 2014 (oprogramowanie)                       |
| Michałowice          | Rower Gminny – Michałowice                    | od 2018                                        |
| Sosnowiec            | Sosnowiecki Rower Miejski                     | od 2018                                        |
| Juchnowiec Kościelny | Rower Gminny – Juchnowiec Kościelny           | od 2014                                        |
| Stalowa Wola         | Stalowa Wola – miasto rowerów                 | od 2015                                        |
| Siedlce              | Jackoower                                     | od 2017                                        |
| Kędzierzyn-Koźle     | OK Bike!                                      | od 2017                                        |
| Legnica              | Legnicki Rower Miejski                        | od 2015                                        |
| Kołobrzeg            | Kołobrzeski Rower Miejski                     | od 2016                                        |
| Kalisz               | Kaliski Rower Miejski                         | od 2017                                        |
| Pruszków             | Pruszkowski Rower Miejski                     | od 2017                                        |
| Szamotuły            | Szamotuły Bike                                | od 2017                                        |
| Ostrów Wielkopolski  | Ostrowski Rower Miejski                       | od 2017                                        |
| Częstochowa          | Częstochowski Rower Miejski                   | 2017(testy), od 2018                           |
| Piaseczno            | Piaseczyński Rower Miejski                    | od 2017                                        |
| Koszalin             | Koszaliński Rower Miejski                     | od 2018                                        |
| Płock                | Płocki Rower Miejski                          | od 2018                                        |
| Zielona Góra         | Zielonogórski Rower Miejski                   | od 2018                                        |
| Konin                | Koniński Rower Miejski                        | od 2018                                        |
| Żyrardów             | Żyrardowski Rower Miejski                     | od 1.10.2018                                   |
| Marki                | Koło Marek                                    | od 3.10.2018                                   |
| Chorzów              | Kajteroz                                      | od 10.10.2018                                  |
| Pobiedziska          | Pobiedziski Rower Gminny                      | od 25.07.2018                                  |
| Gdańsk               | Mevo 1.0                                      | od 26.03.2019 do 29.10.2019                    |
| Gdynia               | Mevo 1.0                                      | od 26.03.2019 do 29.10.2019                    |
| Sopot                | Mevo 1.0                                      | od 26.03.2019 do 29.10.2019                    |
| Tczew                | Mevo 1.0                                      | od 26.03.2019 do 29.10.2019                    |
| Puck                 | Mevo 1.0                                      | od 26.03.2019 do 29.10.2019                    |
| Reda                 | Mevo 1.0                                      | od 26.03.2019 do 29.10.2019                    |
| Rumia                | Mevo 1.0                                      | od 26.03.2019 do 29.10.2019                    |
| Kartuzy              | Mevo 1.0                                      | od 26.03.2019 do 29.10.2019                    |
| Sierakowice          | Mevo 1.0                                      | od 26.03.2019 do 29.10.2019                    |
| Somonino             | Mevo 1.0                                      | od 26.03.2019 do 29.10.2019                    |
| Stężyca              | Mevo 1.0                                      | od 26.03.2019 do 29.10.2019                    |
| Władysławowo         | Mevo 1.0                                      | od 26.03.2019 do 29.10.2019                    |
| Żukowo               | Mevo 1.0                                      | od 26.03.2019 do 29.10.2019                    |
| Pruszcz Gdański      | Mevo 1.0                                      | od 26.03.2019 do 29.10.2019                    |